# Petäjävesi
Petäjävesi är en kommun i landskapet Mellersta Finland. Kommunen gränsar mot Keuru och Multia i väster, Uurainen i norr, Jyväskylä i öster samt Jämsä i söder . Petäjävesi har cirka 3 678 invånare och är enspråkigt finskt. Kommunen har en yta på 495,42 km², varav vattenarealen är 39,01 km².

## Historia
Petäjävesi grundades år 1868.

## Politik

### Mandatfördelning i Petäjävesi kommun, valen 1976–2021
| 5 | 6 | 2 |  | 8 |  | 2 | 2 |

| 3 | 5 | 1 | 7 | 1 | 2 | 2 |

| 2 | 5 | 2 | 8 | 1 | 3 |

| 3 | 4 | 2 | 7 | 1 | 1 | 3 |

| 2 | 5 | 2 | 6 | 1 | 2 | 3 |

| 1 | 4 | 2 | 10 | 2 | 2 |

| 1 | 4 | 3 | 8 | 2 | 3 |

| 1 | 5 | 1 | 9 | 2 | 3 |

| 14 | 7 |

| 1 | 4 | 1 | 10 | 2 | 3 |

| 14 | 7 |

|  | 3 |  | 6 | 11 | 2 | 3 |

| 17 | 10 |

| 1 | 2 | 2 | 3 | 9 | 2 | 2 |

| 13 | 8 |

| 3 | 2 | 5 | 7 | 2 | 2 |

| 12 | 9 |

## Befolkningsutveckling
| Befolkningsutvecklingen i Petäjävesi kommun 1975–2020                                                        | Befolkningsutvecklingen i Petäjävesi kommun 1975–2020 | Befolkningsutvecklingen i Petäjävesi kommun 1975–2020 | Befolkningsutvecklingen i Petäjävesi kommun 1975–2020 | Befolkningsutvecklingen i Petäjävesi kommun 1975–2020 |
| --- | ----------------------------------------------------- | ----------------------------------------------------- | ----------------------------------------------------- | ----------------------------------------------------- |
| |                                                       |                                                       |                                                       |                                                       |
| År |                                                       |                                                       | Folkmängd                                             |                                                       |
| 1975 | 1975                                                  |                                                       | 4 038                                                 |                                                       |
| 1980 | 1980                                                  |                                                       | 3 700                                                 |                                                       |
| 1985 | 1985                                                  |                                                       | 3 731                                                 |                                                       |
| 1990 | 1990                                                  |                                                       | 3 789                                                 |                                                       |
| 1995 | 1995                                                  |                                                       | 3 760                                                 |                                                       |
| 2000 | 2000                                                  |                                                       | 3 780                                                 |                                                       |
| 2005 | 2005                                                  |                                                       | 3 703                                                 |                                                       |
| 2010 | 2010                                                  |                                                       | 4 022                                                 |                                                       |
| 2015 | 2015                                                  |                                                       | 4 008                                                 |                                                       |
| 2020 | 2020                                                  |                                                       | 3 772                                                 |                                                       |
| Anm: Uppgifterna avser förhållandena den 31 december nämnda år enligt områdesindelningen den 1 januari 2022. |                                                       |                                                       |                                                       |                                                       |

## Sevärdheter
- Karikkoselkä nedslagskrater
- Mellersta Finlands vägtrafiksmuseum
- Petäjävesi gamla kyrka, ett världsarv
- Radio- och telefonmuseet i Petäjävesi